# 청도 장연사 소장 묘법연화경
청도 장연사 소장 묘법연화경(淸道 長淵寺 所藏 妙法蓮華經)은 대한민국 경상북도 청도군 매전면 장연리, 장연사에 있는 불경이다. 2018년 2월 22일 경상북도의 유형문화재 제517호로 지정되었다.

## 지정 사유
묘법연화경은 가장 널리 알려진 대승경전의 하나로 석가모니의 40년 설법을 집약한 정수가 담겨있는 경전이다. 문화재로 지정 신청된 책은 화엄대사 성거(省琚)가 등재본을 필사하고, 1420년(세종 2)에 보봉(寶峰)이 구월산 장불사에서 판각한 판본의 후쇄본이다. 권말에는 간기와 간행한 인물의 명단 등이 수록되어 있다. 전체 7권 28품 가운데 권4∼7의 1책만 남은 잔본이다.
이 책과 동일한 판본은 고려대학교 소장의 목판본만이 알려져 있을 뿐이며, 조선 초기의 묘법연화경 판본의 계통을 연구하는데 중요한 자료이다. 인출 및 보관상태가 비교적 양호하여 서지학 연구의 중요한 자료이다.

## 참고 문헌
- 청도 장연사 소장 묘법연화경 - 국가유산청 국가유산포털